# Cmentarz żydowski w Jałówce
Cmentarz żydowski w Jałówce – został założony w XIX wieku i służył jako miejsce pochówków do 1941 roku. Do naszych czasów zachowało się kilkanaście fragmentów nagrobków i pozostałości ogrodzenia. Cmentarz położony jest w północnej części miejscowości, po zachodniej stronie drogi Jałówka – Bobrowniki.